# Prorhizoecus atopoporus
Prorhizoecus atopoporus är en insektsart som beskrevs av Miller och Mckenzie 1971. Prorhizoecus atopoporus ingår i släktet Prorhizoecus och familjen ullsköldlöss. Inga underarter finns listade i Catalogue of Life.